# Fauch

Fauch este o comună în departamentul Tarn din sudul Franței. În 2009 avea o populație de 484 de locuitori.

## Evoluția populației
| An        | 1975 | 1982 | 1990 | 1999 | 2006 | 2009 |
| --------- | ---- | ---- | ---- | ---- | ---- | ---- |
| Populație | 272  | 286  | 343  | 392  | 457  | 484  |